# Долмабахче
Долмабахче́ (тур. Dolmabahçe — «насыпной сад») — дворец османских султанов на европейской стороне Босфора в Стамбуле на границе районов Бешикташ и Кабаташ.

## Строительство
Строился в 1842—1853 годах для султана Абдул-Меджида I, который стал тяготиться средневековым дворцовым комплексом Топкапы и желал иметь дворец в стиле барокко, способный соперничать в изысканности с европейскими резиденциями XVIII века. В качестве архитекторов выступали армяне из семейства Бальянов. На украшение Хрустальной лестницы и прочих интерьеров ушло 14 тонн золота, а общая стоимость строительства превысила пять миллионов золотых фунтов. Среди основных достопримечательностей — подаренная королевой Викторией люстра из богемского стекла, весом почти в пять тонн, и собрание картин Ивана Айвазовского, которые художник исполнил по заказу султана. За несколько десятилетий дворцовый комплекс, первоначально скромный по размерам, разросся до того, что занял 45 000 м².
7 апреля 1877 года Абдул-Хамид II перенёс свою резиденцию во вновь построенный дворец Йылдыз, однако его преемники вернулись в Долмабахче. После падения монархии во дворце поселился Ататюрк; здесь он и умер 10 ноября 1938 года.

## Современный период
С 1952 года по решению правительства музей один раз в неделю был открыт для посещений. В 1964 году состоялось открытие музея, а в 1971 году был закрыт. В июне 1979 года был открыт как туристический центр, но в этом же году снова был закрыт. Через два месяца после закрытия вновь открыли музей для посещений. В июне 1981 года закрыли, а спустя месяц открыли. Сейчас дворец является музеем (с 1984 года). Осмотреть интерьеры дворца возможно как в составе экскурсии, так и купив индивидуальный билет.
29 марта 2022 года во дворце Долмабахче прошёл раунд российско-украинских переговоров[значимость факта?].

## Галерея

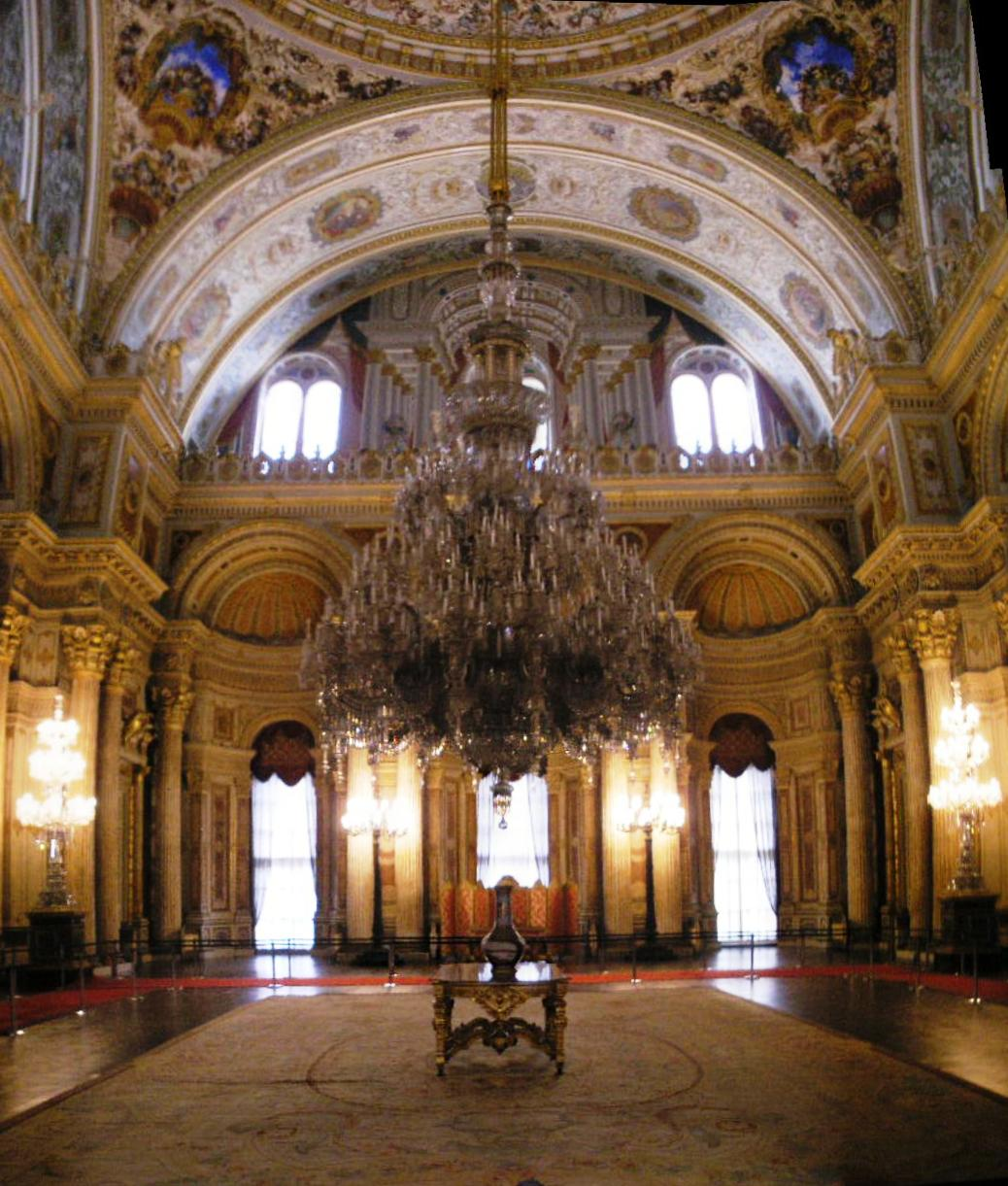
Большой салон
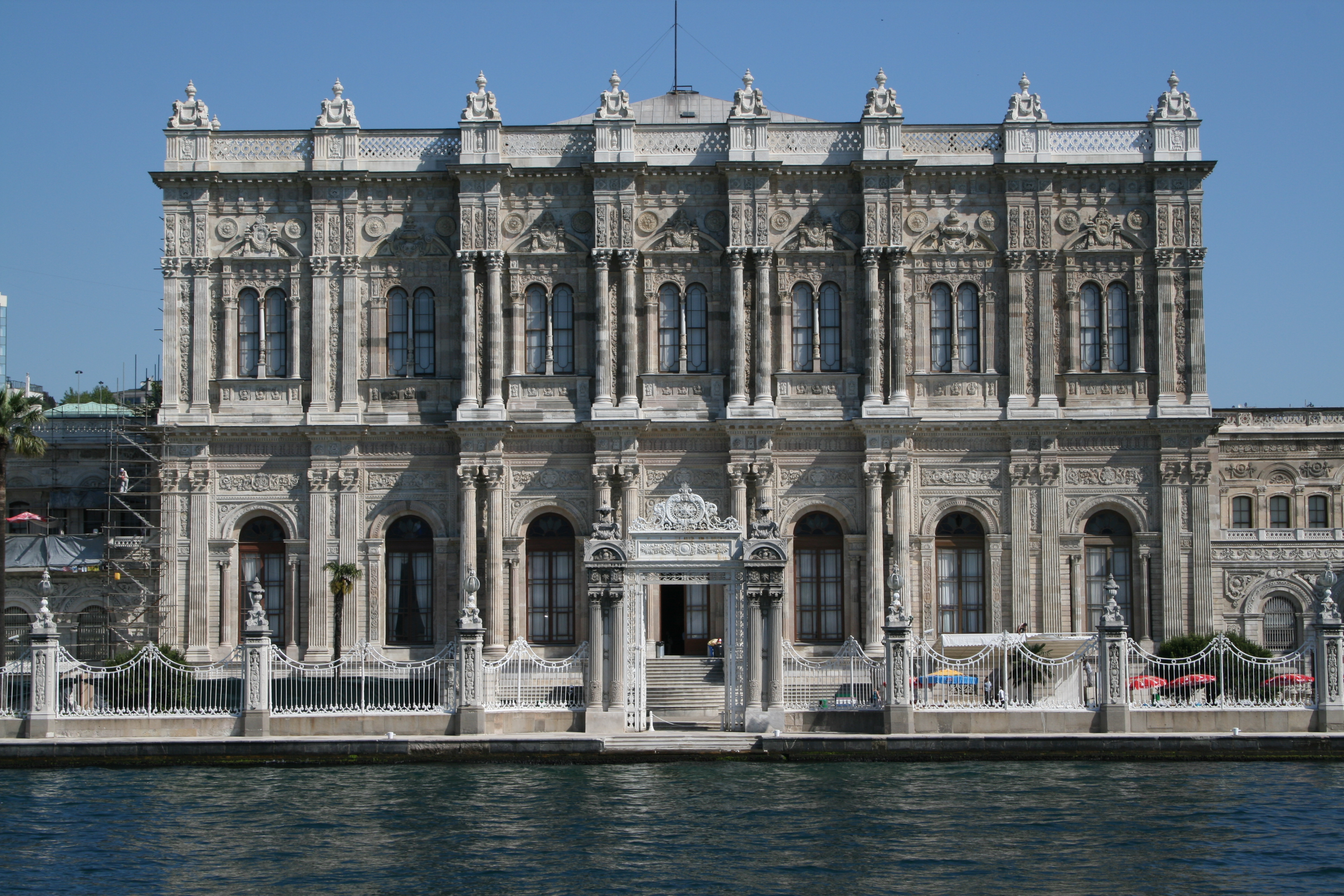
Вид на дворец со стороны пролива
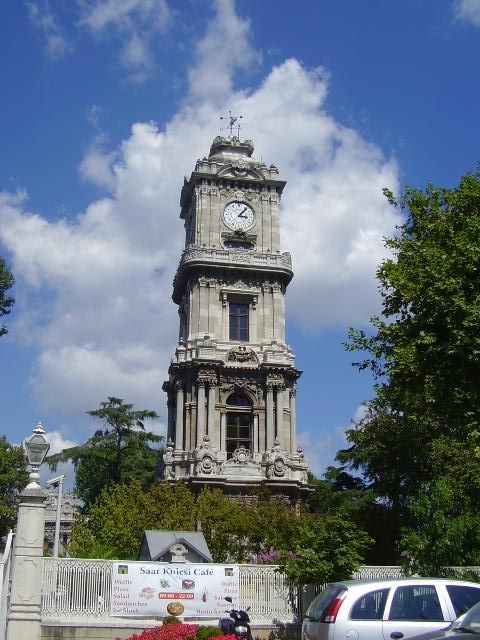
Часовая башня
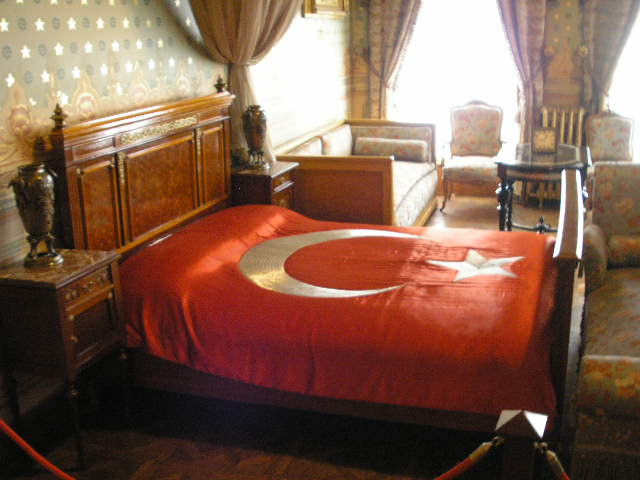
Кровать, на которой скончался Ататюрк
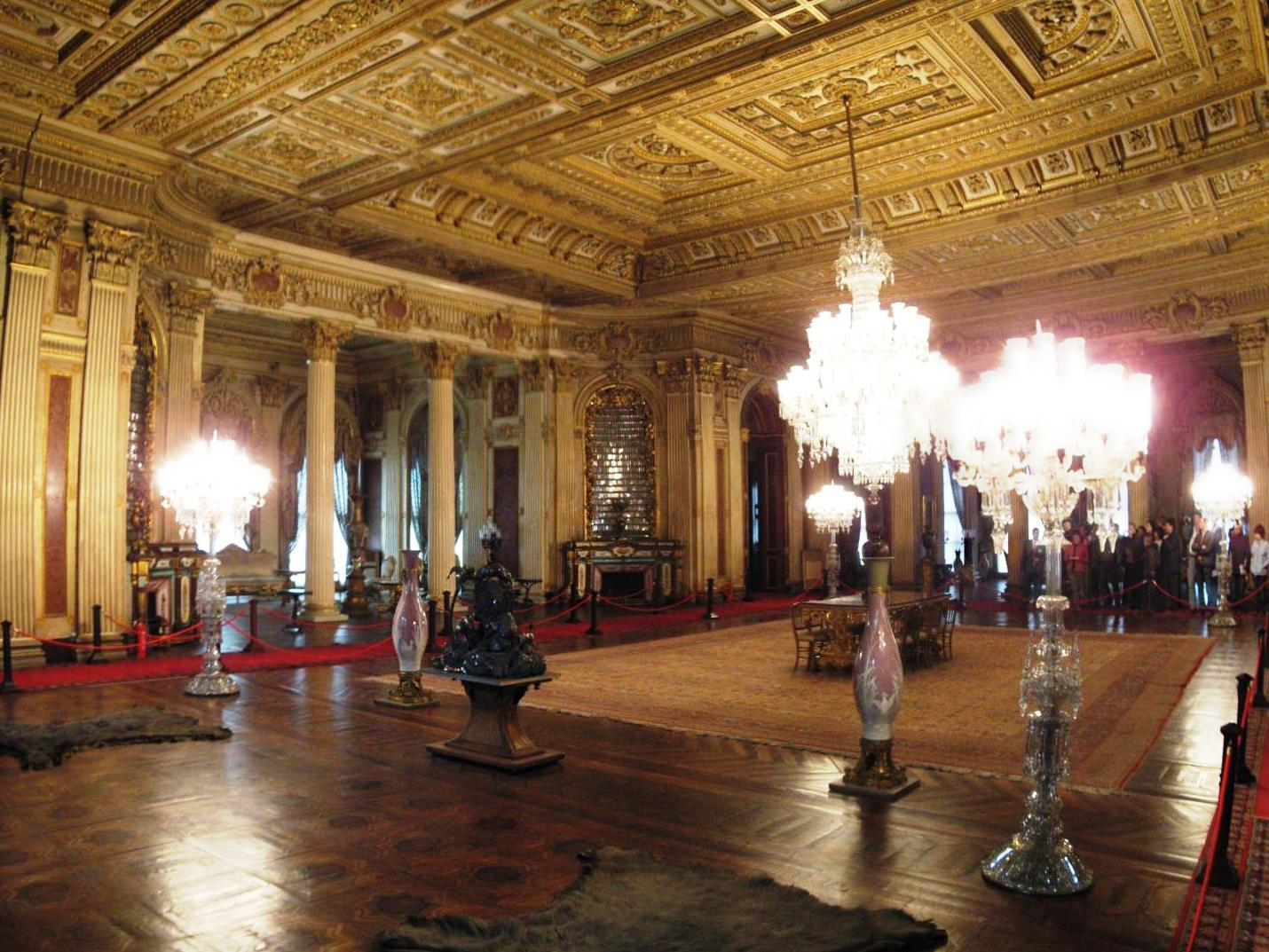
Зал послов
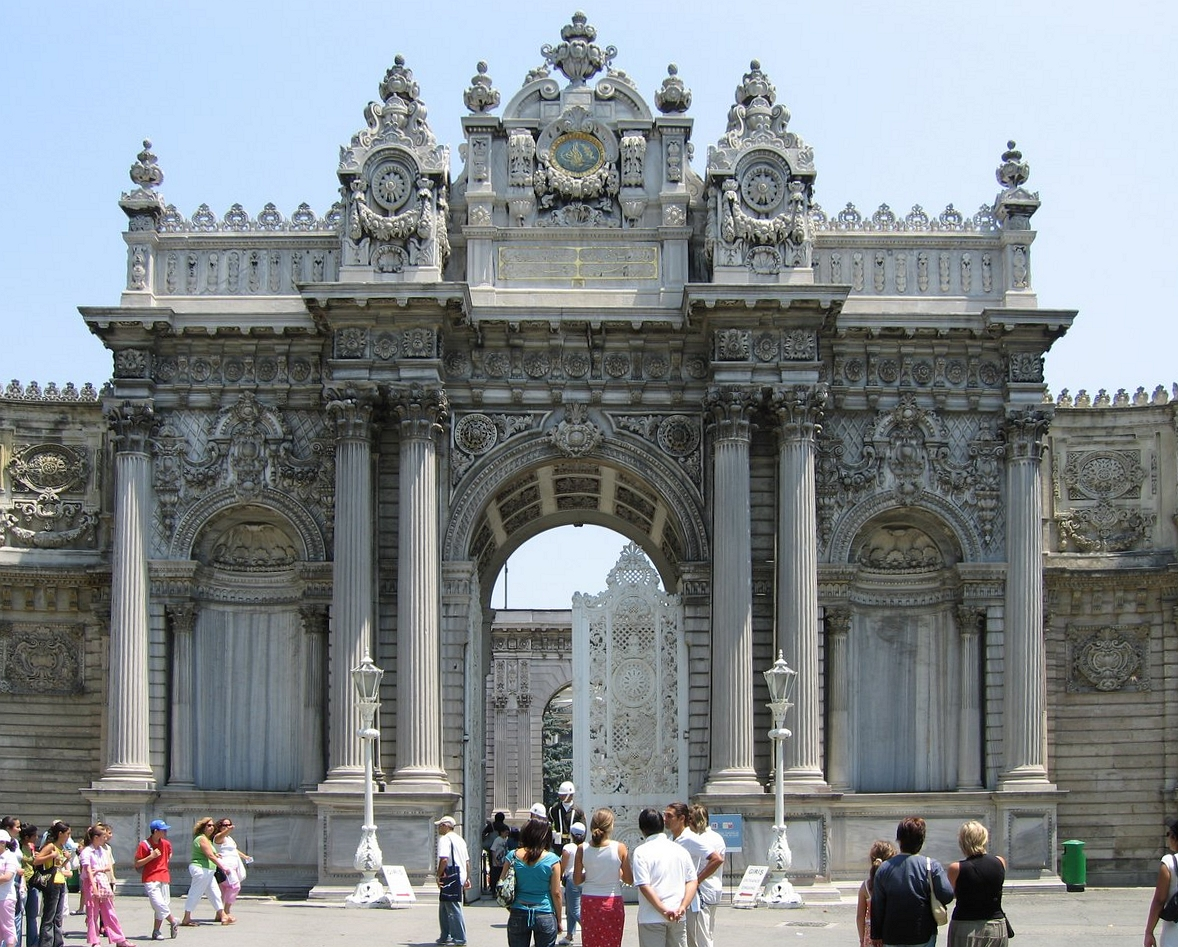
Главные ворота
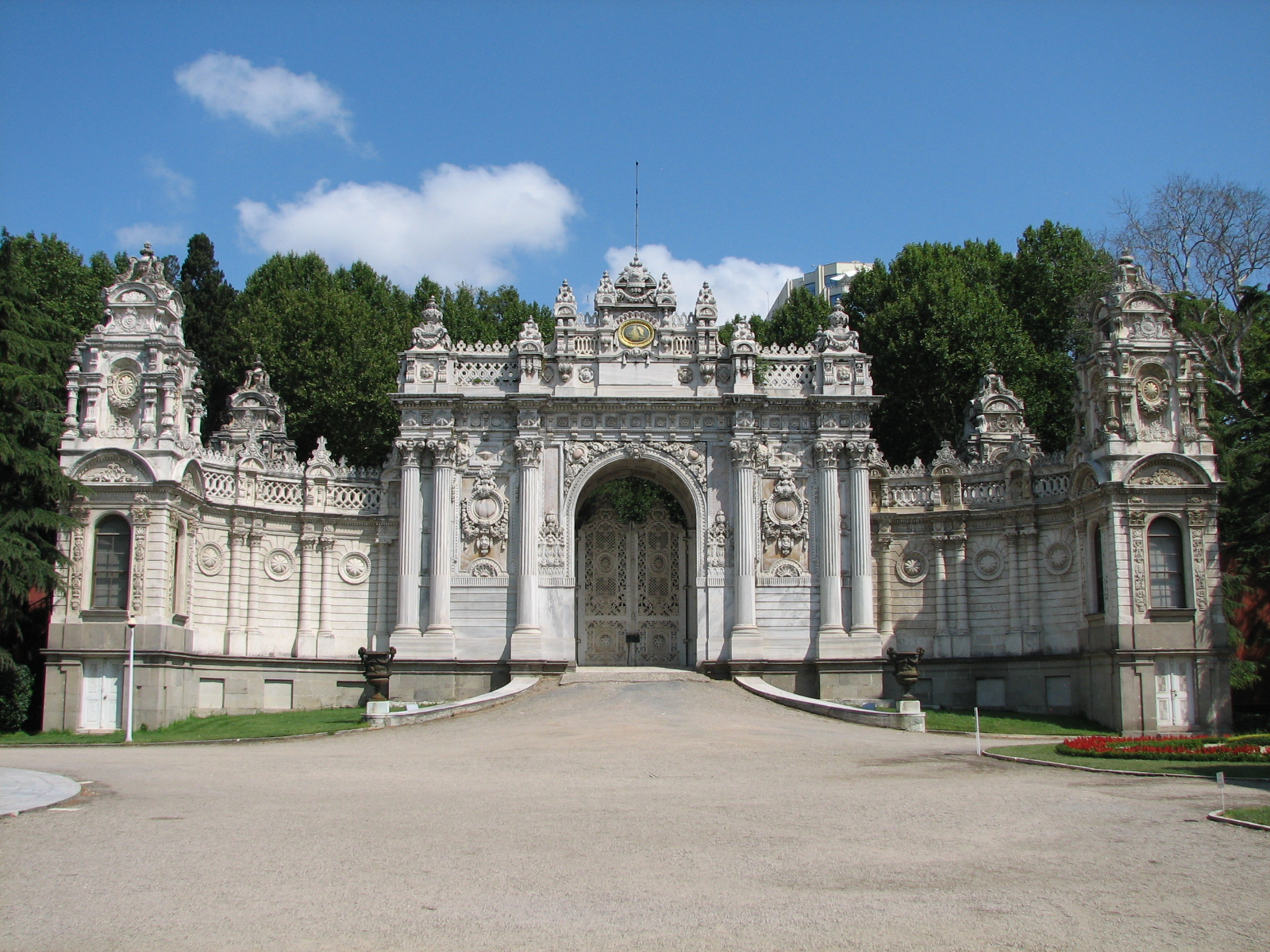
Северные ворота дворца
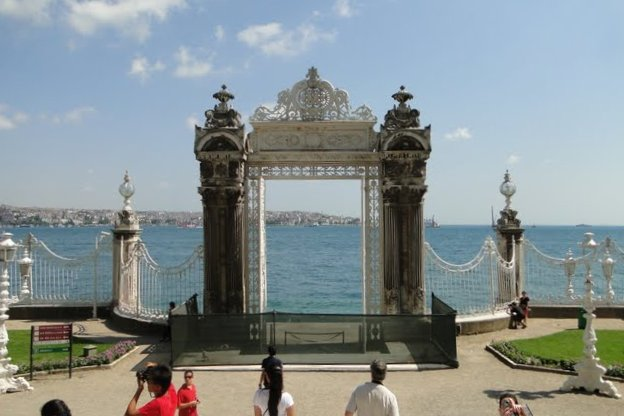
Восточные ворота дворца (на заднем плане Босфор)
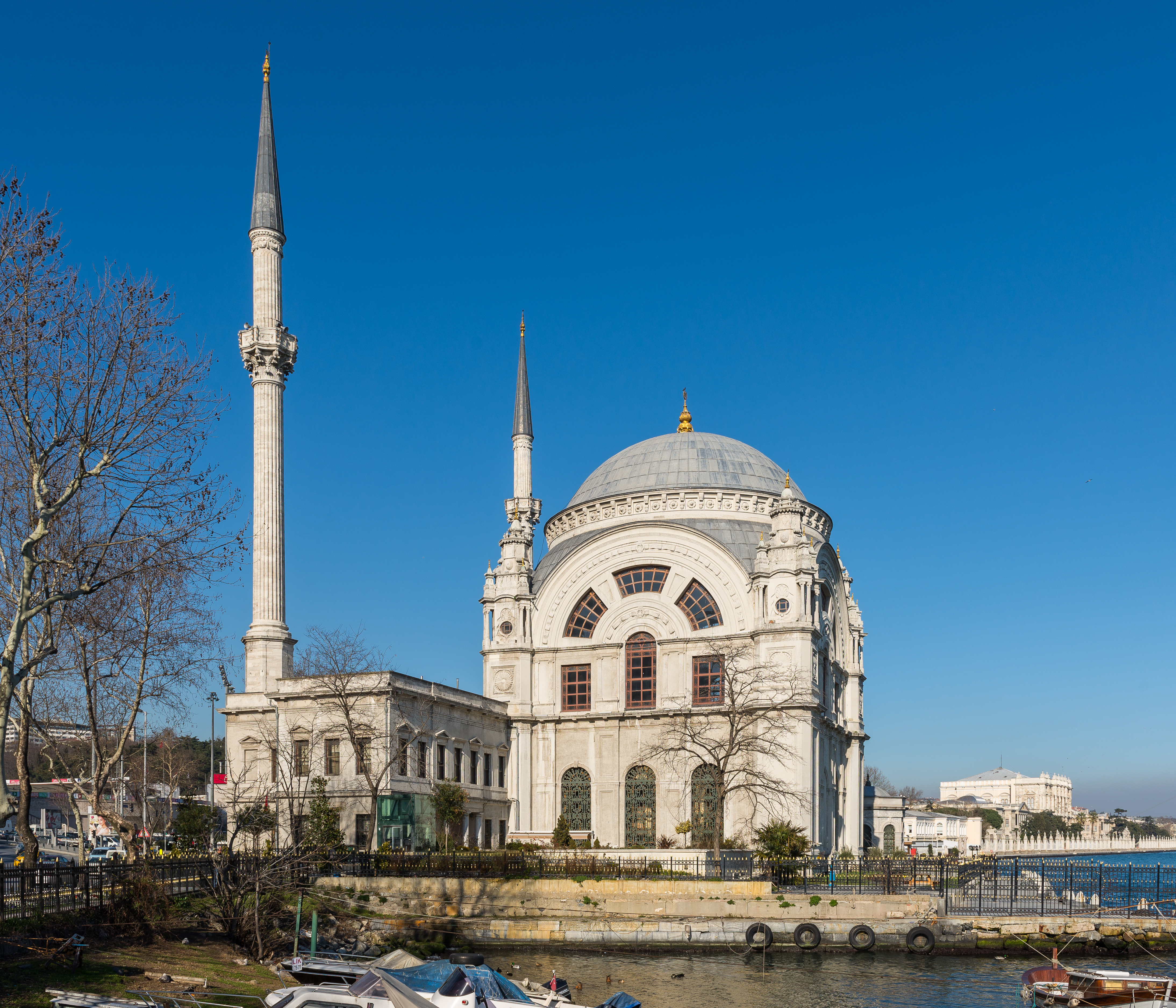
Долмабахче (мечеть)